# آژانس دانشگاهی فرانکوفونی
آژانس دانشگاهی فرانکوفونی (انگلیسی: Agence universitaire de la Francophonie)یک شبکه جهانی از موسسات آموزش عالی و تحقیقاتی فرانسوی زبان است و در مونترآل ( کبک ) کانادا در سال ۱۹۶۱ تاسیس شد و یک موسسه چند جانبه است که از همکاری و همبستگی بین دانشگاهها و موسسات فرانسوی زبان حمایت می کندو در کشورهای فرانسوی زبان و آفریقا ، جهان عرب ، آسیای جنوب شرقی ، آمریکای شمالی و جنوبی و کارائیب ، اروپای مرکزی ، شرقی و غربی فعالیت می کند.این سازمان در ۱۱۹ کشور فعال است.این انجمن از سازمان بین المللی فرانکوفونی (OIF) بودجه دریافت می کند و مقر اصلی آن در دانشگاه مونترال ، کبک واقع شده است